# شون روني (لاعب كرة طائرة)
شون روني (بالإنجليزية: Sean Rooney)‏ (13 نوفمبر 1982 في الولايات المتحدة - ) هو لاعب كرة طائرة شاطئية ولاعب كرة طائرة الولايات المتحدة في مركز ضارب خارجي ‏. شارك في الألعاب الأولمبية الصيفية 2012 والألعاب الأولمبية الصيفية 2008.

## وصلات خارجية
- شون روني على موقع الاتحاد الأوروبي (الإنجليزية)
- شون روني على موقع قاعدة بيانات الكرة الطائرة الشاطئية (الإنجليزية)
- شون روني على موقع عالم الكرة الطائرة (الإنجليزية)
- شون روني على موقع دوري الدرجة الأولى الإيطالي للكرة الطائرة - رجال (الإيطالية)
- شون روني على موقع أوليمبيديا (الإنجليزية)
- شون روني على موقع اللجنة الأولمبية والبارالمبية الأمريكية (الإنجليزية)